# تي إم إن تي (لعبة فيديو)
تي إم إن تي (بالإنجليزية: TMNT)‏ ، هي لعبة فيديو إلكترونية من نوع أكشن مغامرات ومنصات، نشرها شركة يوبي سوفت سنة 2007م، وتعمل على عدة أنظمة ألعاب الفيديو ومنها نينتندو دي إس.